# Talipariti celebicum
Talipariti celebicum là một loài thực vật có hoa trong họ Cẩm quỳ. Loài này được (Koord.) Fryxell mô tả khoa học đầu tiên năm 2001.